# Programme régional océanien de l'environnement

Logo

Le Programme régional océanien de l’environnement (PROE) est une organisation intergouvernementale chargée de promouvoir la coopération, d’appuyer les efforts de protection et d’amélioration de l’environnement du Pacifique insulaire et de favoriser son développement durable.
Le Secrétariat gère deux programmes. Le programme Écosystèmes insulaires a pour objet d’aider les pays et territoires océaniens à gérer les ressources insulaires et les écosystèmes océaniques de manière durable et propre à entretenir la vie et les modes de subsistance. Le programme Avenirs océaniens a pour objet d’aider les pays et territoires océaniens à s’organiser et à faire face aux menaces et aux pressions qui pèsent sur les systèmes océaniques et insulaires.
Le PROE compte 25 membres, dont 21 pays et territoires insulaires du Pacifique et quatre pays développés* ayant des intérêts directs dans la région : Australie*, États fédérés de Micronésie, États-Unis*, Fidji, France*, Guam, Îles Cook, Îles Mariannes du Nord, Îles Marshall, Îles Salomon, Kiribati, Nauru, Niue, Nouvelle-Calédonie, Nouvelle-Zélande*, Palaos, Papouasie-Nouvelle-Guinée, Polynésie française, Samoa, Samoa américaines, Tokelau, Tonga, Tuvalu, Vanuatu et Wallis-et-Futuna.